# Stachyris nigriceps
El timalí gorjigrís (Stachyris nigriceps) es una especie de ave paseriforme de la familia Timaliidae propia del sudeste asiático. 

## Distribución y hábitat
El timalí gorgigrís se encuentra en la mayor parte de las regiones montañosas del sudeste asiático, extendiéndose desde el Himalaya oriental hasta Indochina y la península malaya, además de las islas de Sumatra y Borneo. Se distribuye por Bangladés, Birmania, Bután, sur de China, noreste de la India, oeste de Indonesia, Laos, Malasia, Nepal, Tailandia y Vietnam. Sus hábitats naturales principales son los bosques húmedos montanos, tanto tropicales como subtropicales. 